# Desa Sidakaton (administrativ by i Indonesien, lat -6,90, long 109,08)
Desa Sidakaton är en administrativ by i Indonesien.   Den ligger i provinsen Jawa Tengah, i den västra delen av landet, 260 km öster om huvudstaden Jakarta.